# Pierre Magne (architecte)
Pour les articles homonymes, voir Pierre Magne (homonymie) et Magne.

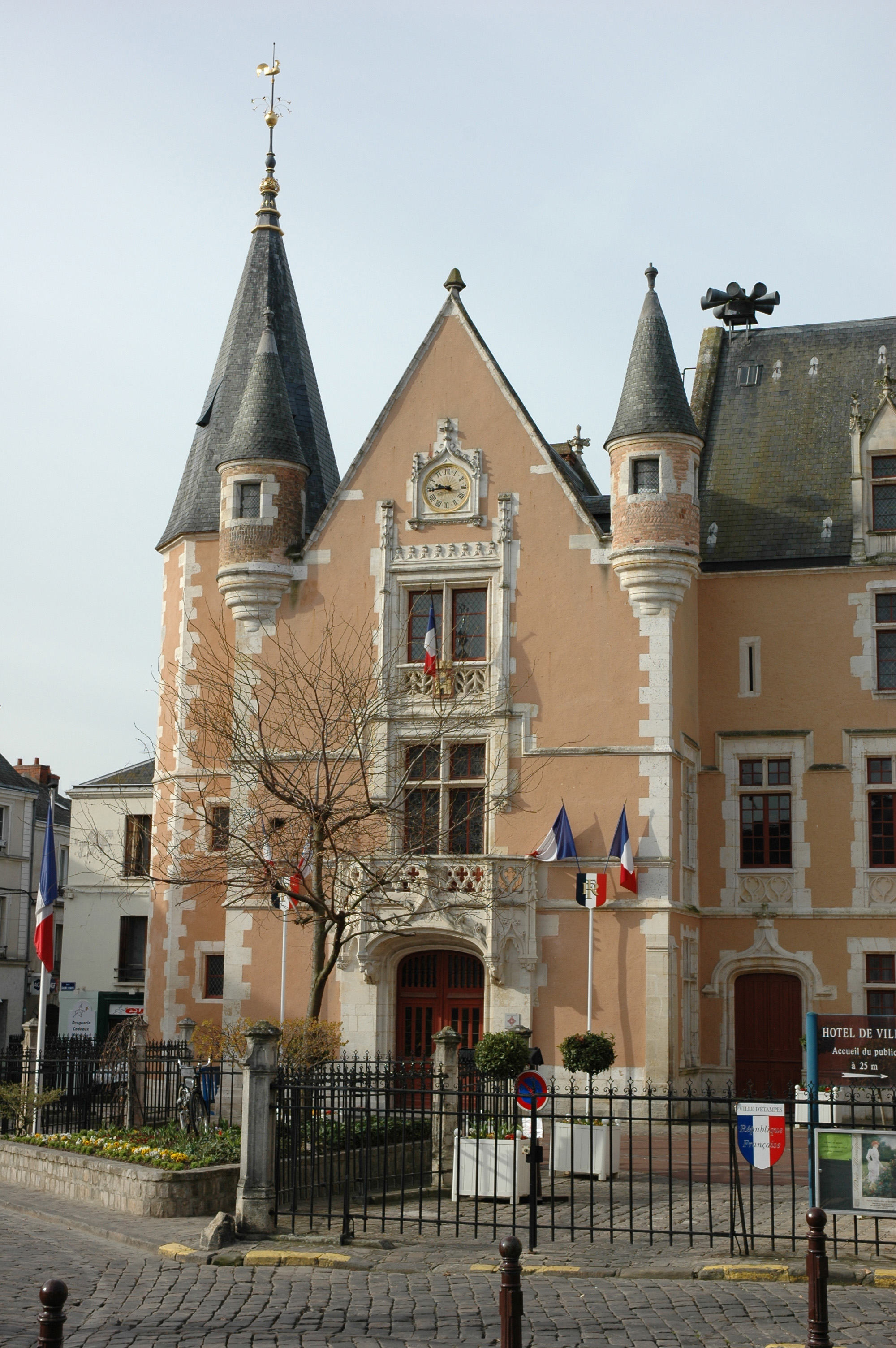
L'hôtel de ville d'Étampes

Pierre Magne est un architecte français né à Méréville le 14 juillet 1790 et mort le 22 février 1871 à Étampes. Nommé inspecteur des greniers de réserve à Paris, il a ensuite assuré les fonctions d'architecte de la ville d’Étampes, aujourd'hui dans le département de l'Essonne. Il est connu pour différentes constructions et réfections.

## Biographie
Il a été l'élève de Charles Percier et de l’école des beaux-arts de Paris.

## Construction et réfections
Il a construit à Étampes :
- une prison cellulaire, démolie en 1978,
- une maison de retraite, dans l'Hôtel-Dieu d'Étampes,
- l'ancienne sous-préfecture entre 1855 et 1858. Le bâtiment, ancien hôtel particulier, avait été acheté par la ville et transformé en sous-préfecture en 1819 avant d'être reconstruit par Pierre Magne,
- l'abattoir construit en 1862-1863 à la place du couvent des Capucins, avec l'architecte Alphonse Adam,
- l'ancien collège d'Étampes[1], construit entre 1561 et 1566, vendu comme bien national en 1796 et divisé en plusieurs propriétés. En 1806, le collège laïque est fondé par décret impérial. Il est déplacé en face de ses locaux historiques, dans l'ancien couvent des Barnabites. Pierre Magne y ajoute une aile en équerre au sud de la cour en 1828-1830. Magne acquiert les anciens locaux qu'il reconstruit : en 1822 pour la maison du 2 rue Magne, et la façade de la maison du 17 et 17bis rue Saint-Antoine, en 1835[2],[3].

Il y a restauré :
- l’hôtel de ville,
- l’église Notre-Dame,

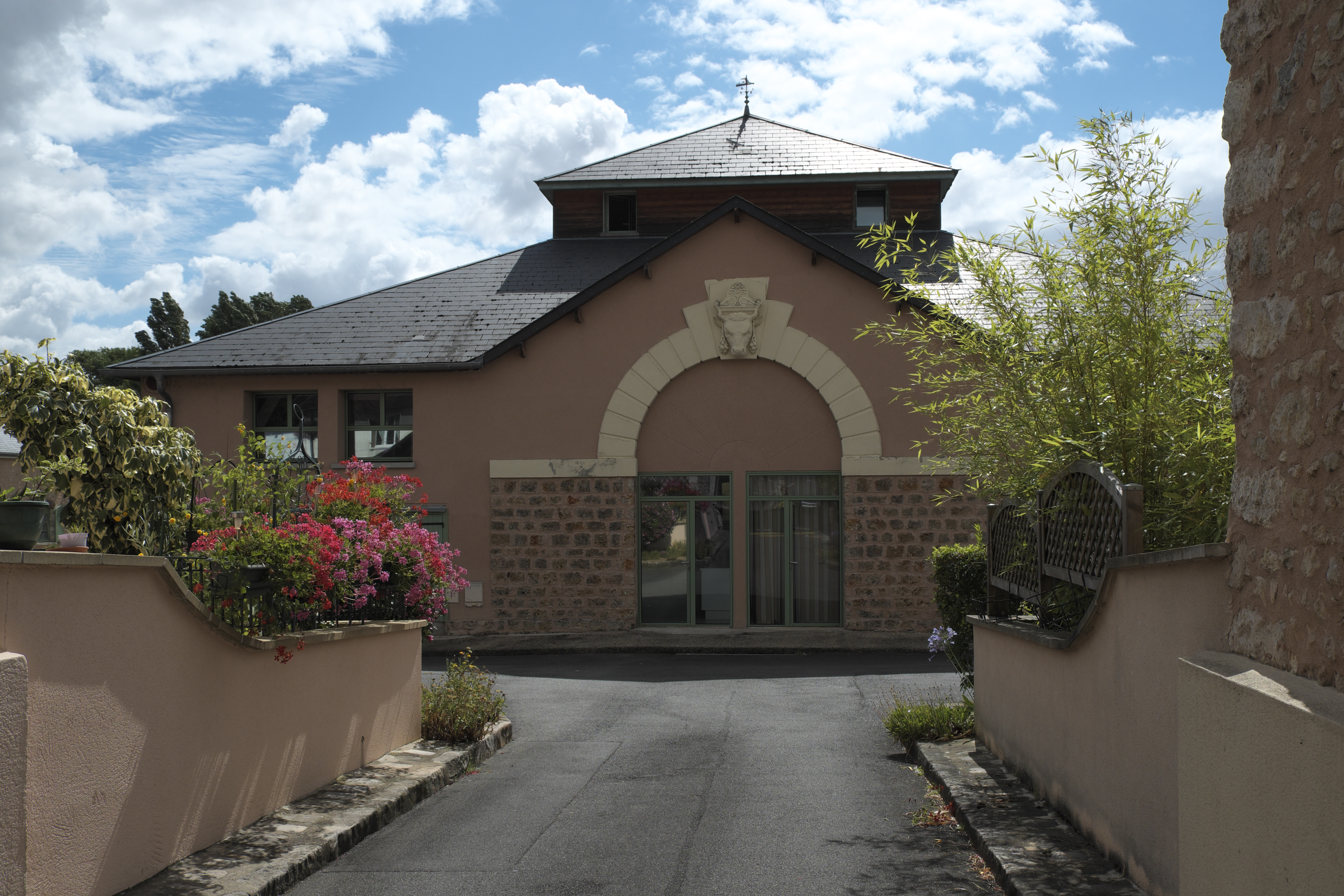
Anciens abattoirs.
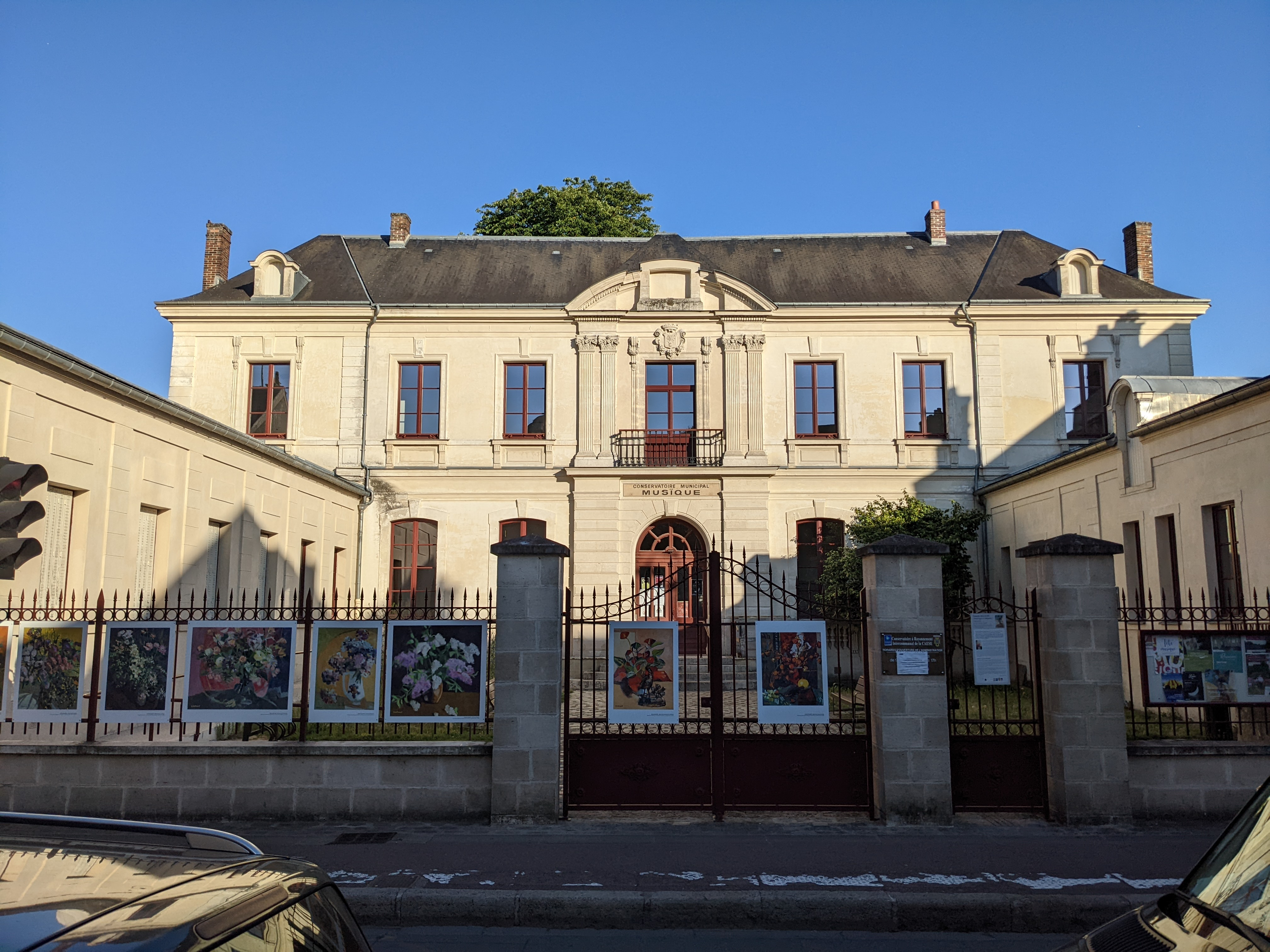
L'ancienne sous-préfecture d'Étampes, actuel conservatoire.
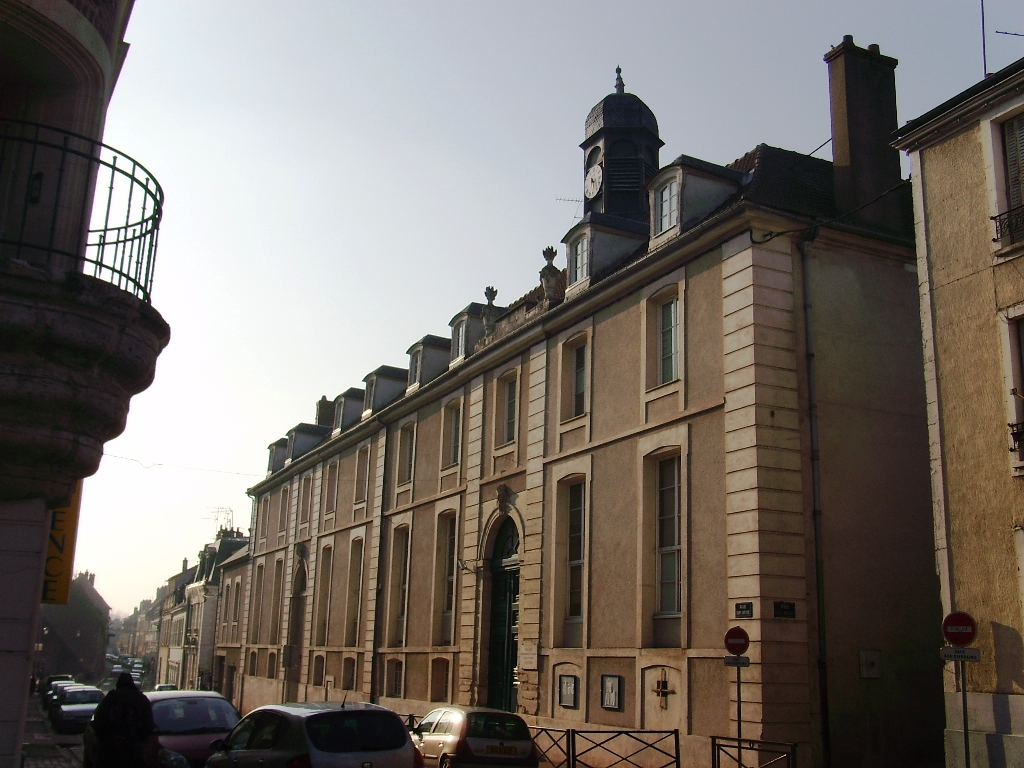
Ancien couvent des Barnabites, actuel collège Guettard.
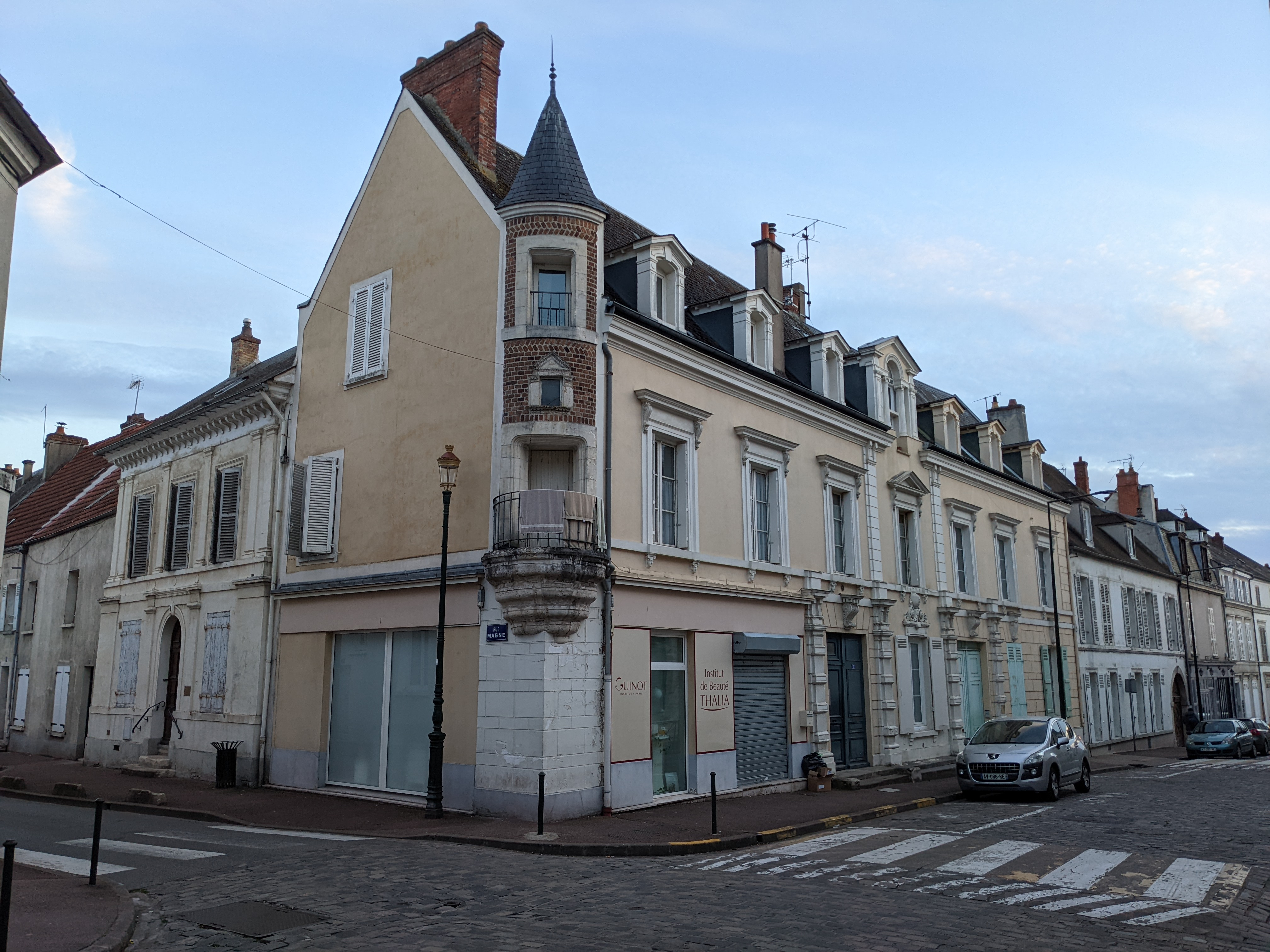
Anciens locaux du collège d'Étampes, au 2 rue Magne, 17 et 17bis rue Saint-Antoine.
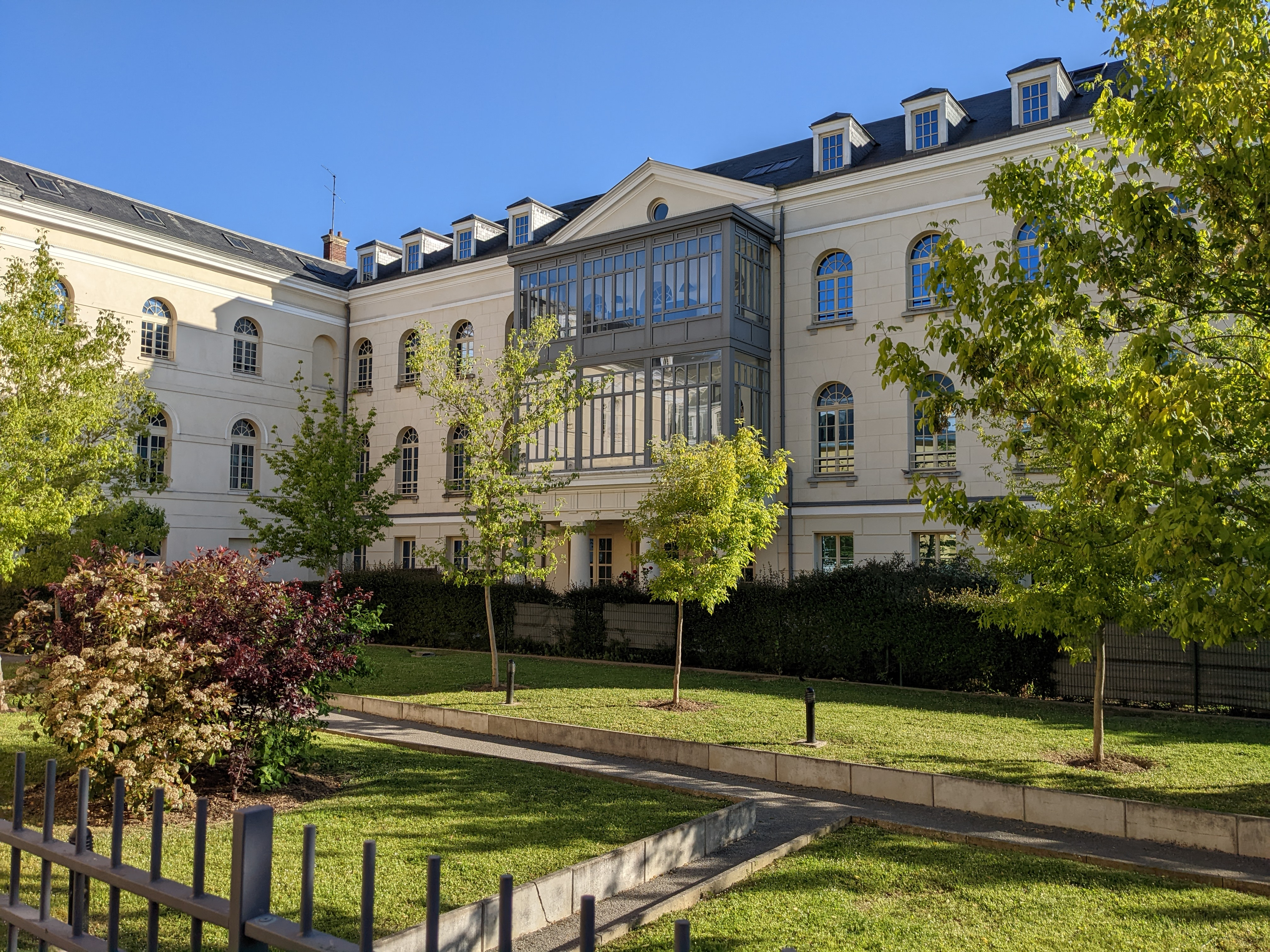
Aile de l'Hôtel-Dieu d'Étampes (la verrière est un ajout postérieur (1910) reconstitué vers 2010).

## Postérité
Il est le père de l'architecte Auguste-Joseph Magne, le grand-père de l'architecte Lucien Magne et l'arrière-grand-père de l'artiste décorateur Henri-Marcel Magne.